# Museo del Ferrocarril de Brañuelas
El Museo del Ferrocarril de Brañuelas, también, y de modo más amplio, Museo del ferrocarril, transporte, comunicaciones y minería de Brañuelas, se encuentra situado en la localidad leonesa de Brañuelas, en el término municipal de Villagatón, comarca de La Cepeda, casi equidistante entre Bembibre y Astorga, siendo promovido por la Junta Vecinal de Brañuelas, con la colaboración del Ayuntamiento de Villagatón y la Junta de Castilla y León, teniendo por finalidad recuperar, conservar y promover el patrimonio ferroviario y minero de la localidad.

## Historia
El museo, situado en uno de los edificios aledaños de la estación de Brañuelas, entronca con la tradición ferroviaria y minera de Brañuelas, tradición que se remonta a enero de 1868, en que entra en servicio el tramo Astorga-Brañuelas de la línea que pretendía unir Palencia con La Coruña, permaneciendo durante catorce años como estación terminal, hasta febrero de 1882, en que se pone en marcha el tramo Brañuelas-Ponferrada, que continuará hacia La Coruña.
Este proyecto museístico, que se ha desarrollado a lo largo de varios años, se ofrece como un recurso histórico, de conocimiento del pasado, además de resultar un recurso turístico y cultural con visión de futuro, que va siendo complementado con otros servicios, como Andén 25, bar-restaurante situado en la antigua casa del sobrestante de vías, otro edificio histórico de la estación, así como la anunciada nueva sala de maquetas, también en edificio próximo, en la histórica Estación de Brañuelas.

## Exposición
La sala principal expone una serie de objetos rescatados de la historia ferroviaria de Brañuelas, como gorras, banderines y faroles de los jefes de estación y agujas. Así mismo, cuenta con mesas de las oficinas con todo su material, sellos, documentos y otros pequeños elementos de la antigua estación de tren.
Esta exposición se realza con la presencia de diversos documentos originales, relacionados con los trabajos de ingeniería y diseño de trazados y otros elementos esenciales en la ingeniería ferroviaria.
En una sala específica se puede contemplar una maqueta, una forma de modelismo ferroviario, que llama la atención por los detalles con que esta realizada, recorriendo las locomotoras rutas entre las montañas y bajo los túneles, una obra donada, de modo altruista, al museo.

## Localización
El Museo del Ferrocarril de Brañuelas se encuentra en Brañuelas, población situada a 1090 metros de altitud, en la cima del puerto de Manzanal, a medio camino entre El Bierzo, La Cepeda y la Maragatería, muy próximo, colindante, con El Bierzo Alto.
Se encuentra a unos 5 km del P.K. y salida 350 de la Autovía del Noroeste y N-VI, a su paso por el alto del Puerto del Manzanal, con cruce de acceso señalizado sobre la carretera LE-450 que conduce a Villagatón.

### Horario de apertura
El horario de apertura es
- de 9:00 a 15:00 horas, de martes a viernes

- 12:00 a 14:00 y 16:00 a 19:00 sábados

Las visitas de grupo o fuera de horario, así como la disponibilidad real, dadas las circunstancias en que se desenvuelven las ofertas museísticas tras COVID-19, se pueden concertar telefónicamente en +34-699-87-59-61.